# 高級食材

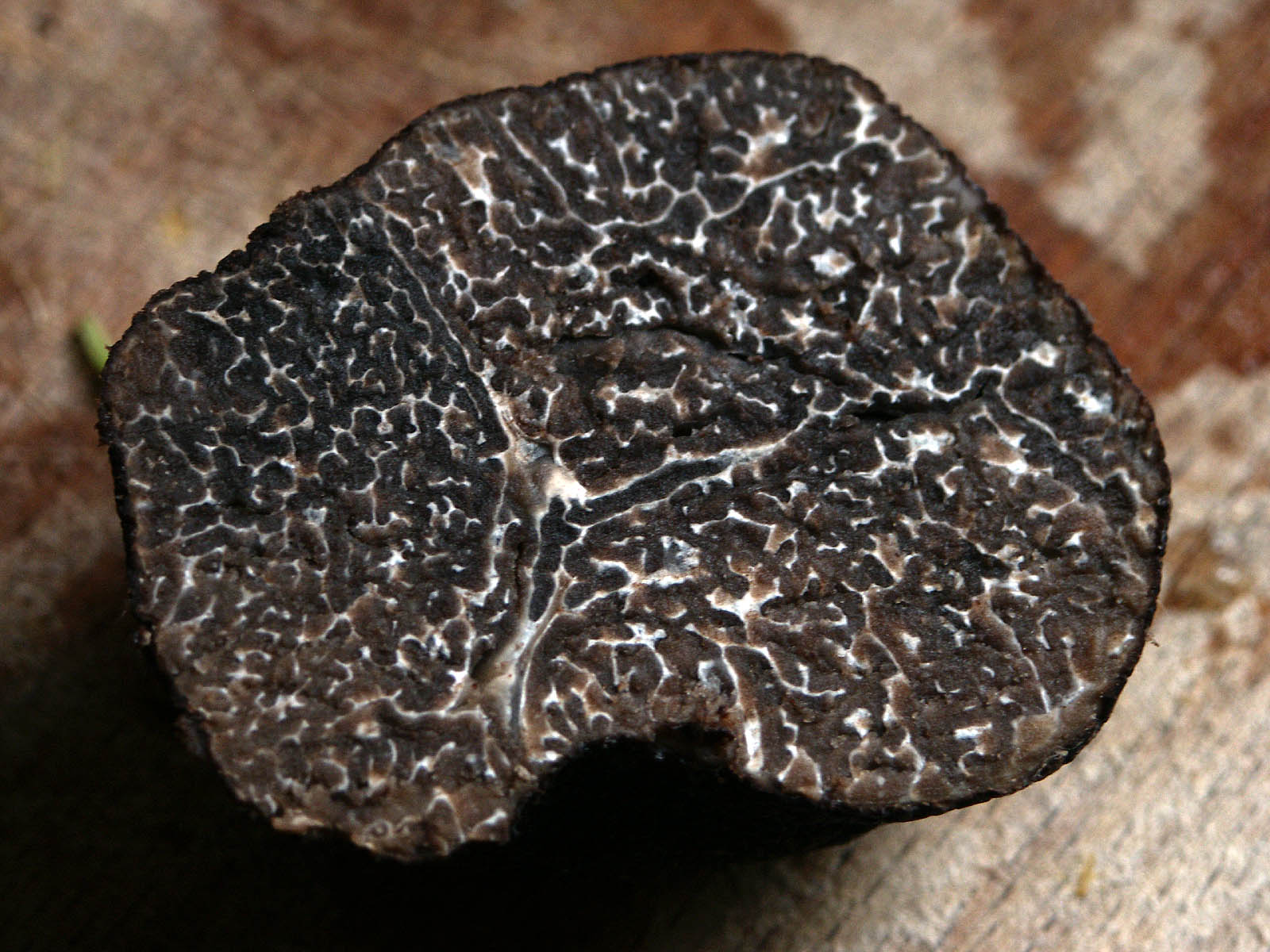
黒のペリゴールトリュフ

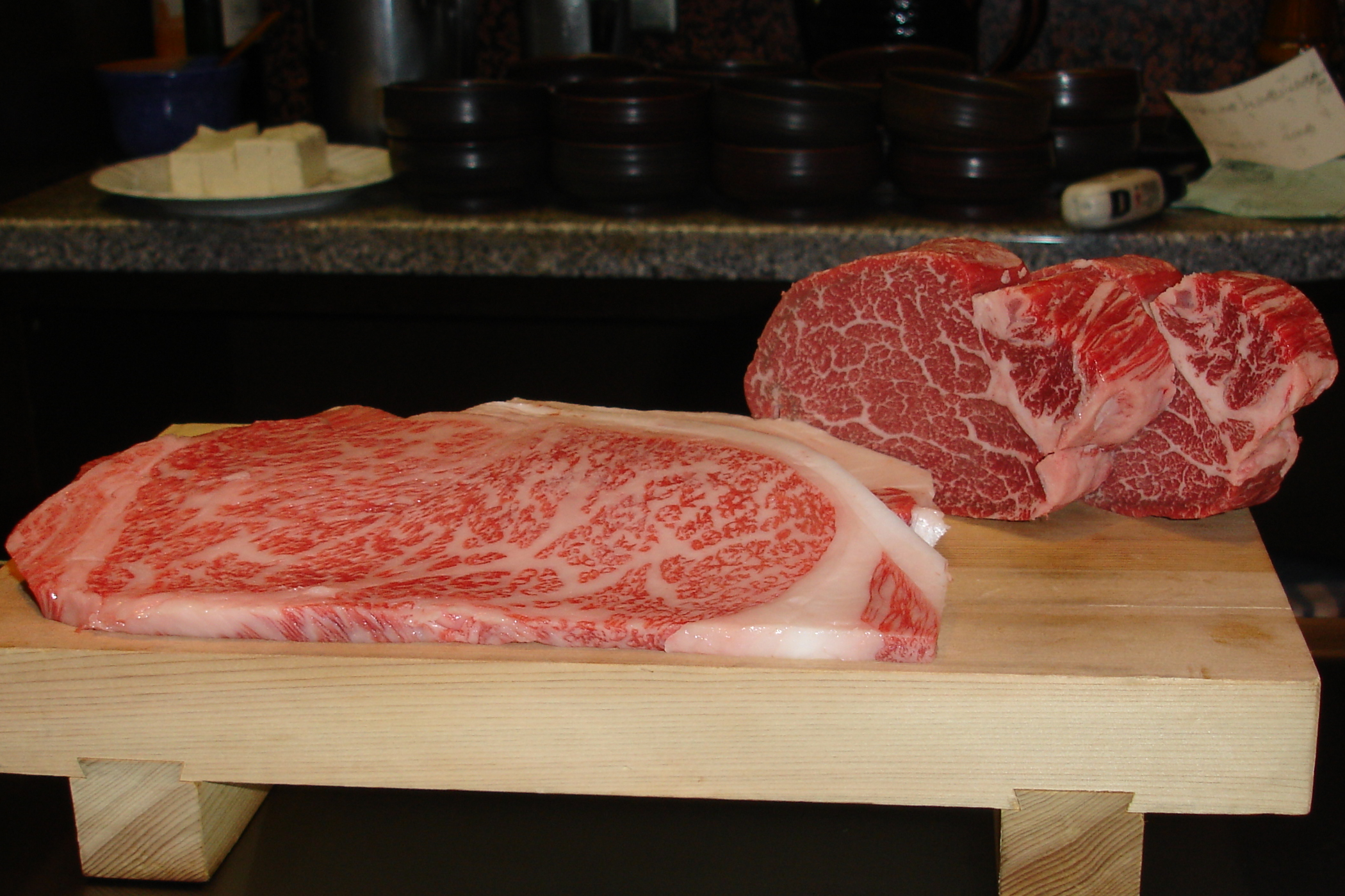
神戸牛

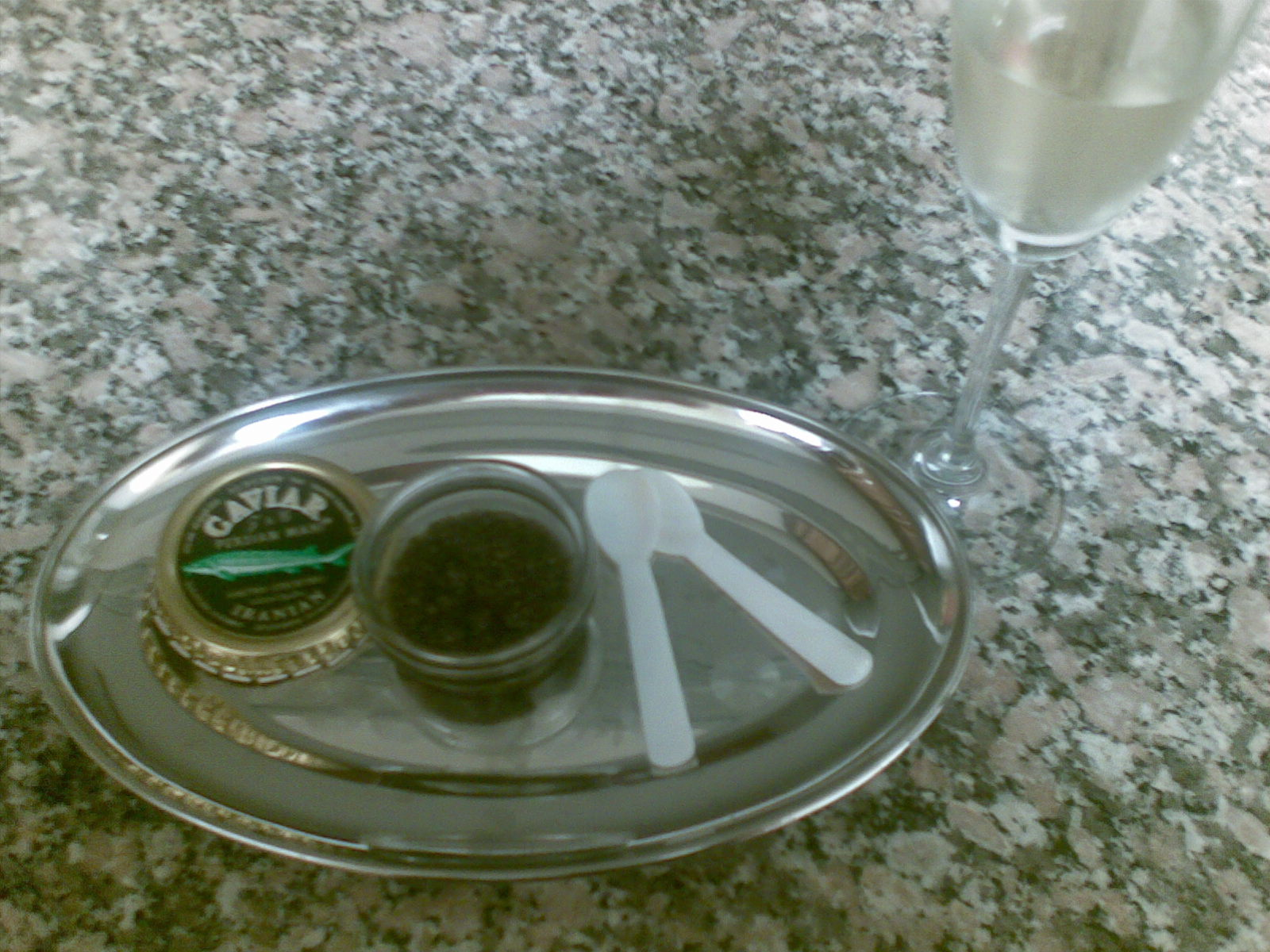
イランのオセトラキャビア

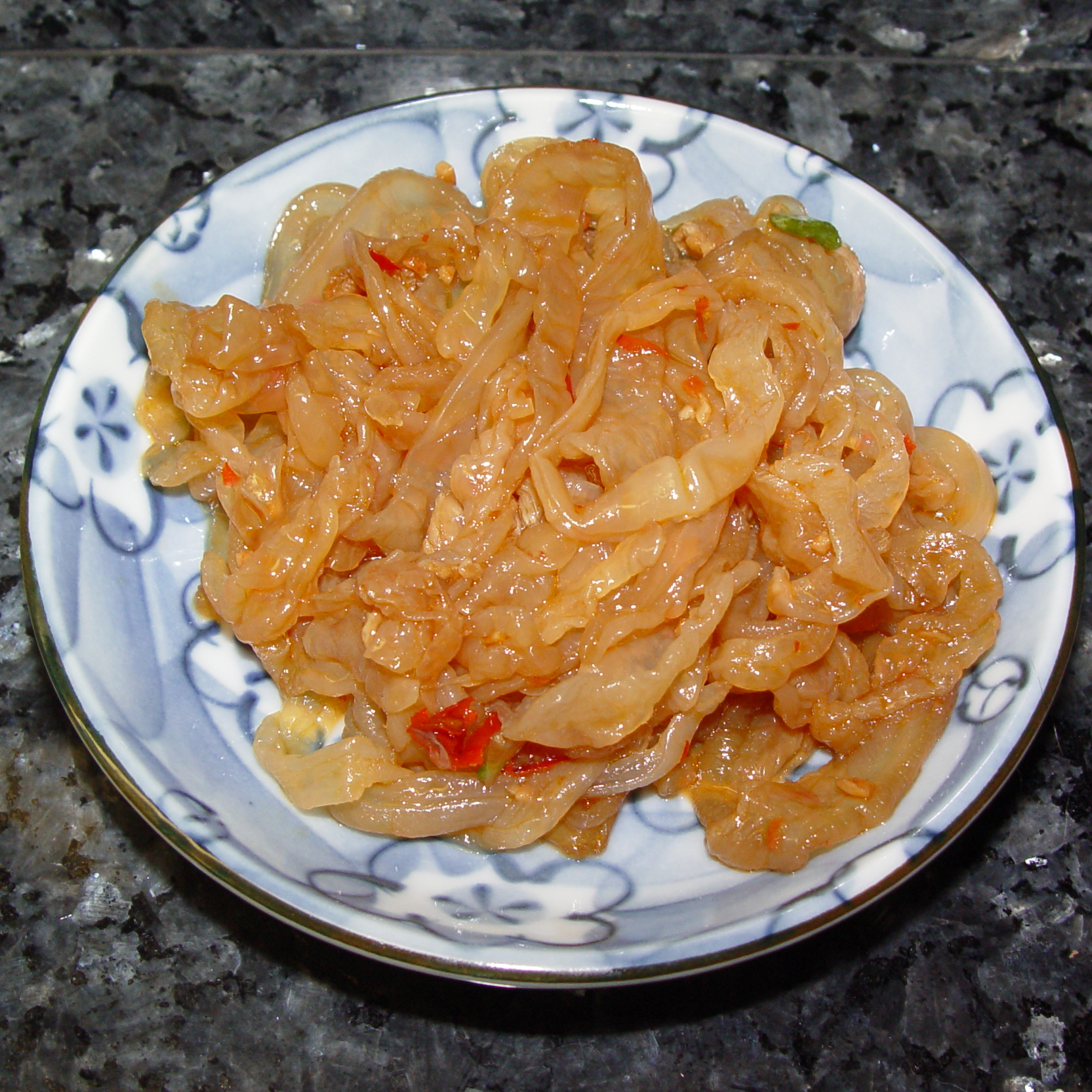
ごま油とチリソースを使ったクラゲ料理

高級食材（こうきゅうしょくざい、英語:Delicacy）とは、通常ある文化圏で非常に好まれ、洗練されていて、独特の特徴があると考えられている希少で高価な食品のことである。ある食材がある地域で高級食材とされている場合、その地域でその食材が好まれているかいないかに関わらず、高級食材であるとその地域で広く認められている。多くの場合、高級食材が高級食材たる所以は、珍しい味や特徴を持っていたり、普通の食材に比べて希少であったり高価であったりすることに依る。
何を高級食材とするかは、国や習慣、時代によって異なる。例えばフラミンゴの舌は、古代ローマでは珍重されていたものの、現代ではあまり食べられていない。ロブスターは、北米では19世紀半ばまで下等な食材とされていたが、のちにヨーロッパにおける扱いと同様に高級食材として扱われるようになった。高級食材の中には、日本の「ふぐ」や中国の「燕の巣のスープ」、メキシコの「アリの幼虫（エスカモーレ）」のように特定の文化圏に限定されたものや、ポルチーノや鹿肉、アンチョビのように特定の地域の産物を指すものもある。

## 高級食材の例
- アワビ – 日本、中国[2][3][4]
- アクタック – アラスカ、カナダ北部、シベリア[5]
- 鰐肉 - アメリカ南部
- アンチョビ - イタリア[6]
- バロット – 東南アジア[7]
- ビルトン – 南アフリカ[要出典]
- ツバメの巣スープ – 中国[8]
- ユリカモメの卵 – イギリス[9][10]
- ボッタルガ – 地中海沿岸
- バーボンウイスキー - 米国ケンタッキー州、ルイジアナ州
- カース・マルツゥ – サルデーニャ[7]
- キャビア – ロシア、イラン[11][12]
- チェンペダック – インドネシア。マレーシア、タイ南部
- シャンパン – シャンパーニュ
- 干貝 – 中国[13]
- ドローウォース – 南アフリカ[要出典]
- ドリアン – ボルネオ、 スマトラ[14]
- エスカモル – メキシコシティ[7]
- エスカルゴ – フランス[15][16]
- フィレミノン – フランス[要出典]
- フォアグラ – フランス[17]
- フライドブレインサンドウィッチ – 米国インディアナ州、オハイオ州、セントルイス[7]
- クモのフライ – カンボジア・スクン[7]
- ふぐ – 日本[18][19]
- シャグマアミガサタケ – スカンジナビア
- モルモット – ボリビア、コロンビア、エクアドル、ペルー[20][21]
- ハギス – スコットランド[22]
- ハカール – アイスランド[23]
- コーンスマット – メキシコ[7]
- Hutki Shira - バングラデシュ
- ハモンイベリコ  – スペイン、ポルトガル[24][25]
- 活け造り – 日本
- クラゲ – 東アジア、東南アジア[26]
- からすみ - 日本、台湾[27][28]
- キビヤック – グリーンランド[7]
- 松阪牛 – 三重県
- 神戸牛 – 兵庫県[29]
- コピルアク – インドネシア[30][31]
- ロブスター – 米国メーン州、マサチューセッツ州、ニューヨーク市、 沿海州 (カナダ)、サバー[1][32]
- ムーンシャイン - スコットランド、アイルランド、アパラチア
- ヘナタリガイ – マレーシア、ベトナム[33][34]
- ホオジロ – フランス[17]:34
- 生牡蠣 - マレーシア、アメリカ[35]
- うずら卵 – 日本、ブラジル、コロンビア、デンマーク、エクアドル、インドネシア、フィリピン、韓国、ベネズエラ、ベトナム[36][37]
- ロッキーマウンテンオイスター – アルゼンチン、カナダ、メキシコ、スペイン、アメリカ[38][39]
- イタヤガイ;[40]their roes, called corals, are also a delicacy.[41][42]– Galicia, Japan, Taiwan
- ナマコ – 東アジア、東南アジア[43][44]
- ふかひれスープ - 中国[45]
- 塩辛 – 日本[7]
- 白子 – 日本。朝鮮半島、インドネシア、ロシア、ルーマニア、シチリア島[7]
- スマーラホーヴェ – ノルウェー西部[7]
- カタツムリキャビア[46]
- 蛇スープ – 広東省、香港[47]–オーストリア、フランス、米国、英国
- シュールストレミング – スウェーデン[48][49]
- トリュフ – コーカサス、中近東、南欧[50]
- チロリアングレーチーズ – オーストリア

- ドンタオ鶏 - ベトナム

## 高級食材に関する他の文献
- 王艳芳 (2011年8月9日). “Top 13 most disgusting delicacies in the world”. China.org.cn. 2015年1月31日閲覧。
- Miller (2006年9月22日). “Strange foods”. AskMen. 2015年1月31日閲覧。
- Ortile (2013年7月24日). “23 Unexpected Cultural Delicacies From Asia”. BuzzFeed. 2015年1月31日閲覧。
- Bercovici (2011年8月5日). “The World's Most Disgusting Delicacies”. Forbes. 2015年1月31日閲覧。